# Veľké Rovné
Veľké Rovné je naseljeno mjesto u okrugu Bytča u Žilinskom kraju u Slovačkoj.

## Stanovništvo
| Godina:     | 1993. | 2003.   | 2013.   | 2023.   |
| ----------- | ----- | ------- | ------- | ------- |
| Broj ljudi: | 4053  | 4031    | 3819    | 3581    |
| Razlika:    |       | -0,54 % | -5,25 % | -6,23 % |

| Godina:     | 2022. | 2023.   |
| ----------- | ----- | ------- |
| Broj ljudi: | 3621  | 3581    |
| Razlika:    |       | -1,10 % |

Prema podatcima o broju stanovnika iz 2023. godine naselje je imalo 3581 stanovnika.

## Vanjske poveznice
|  | Zajednički poslužitelj ima još gradiva o temi Veľké Rovné |

- Službena stranica naselja (sl.)